# Bandini 1100

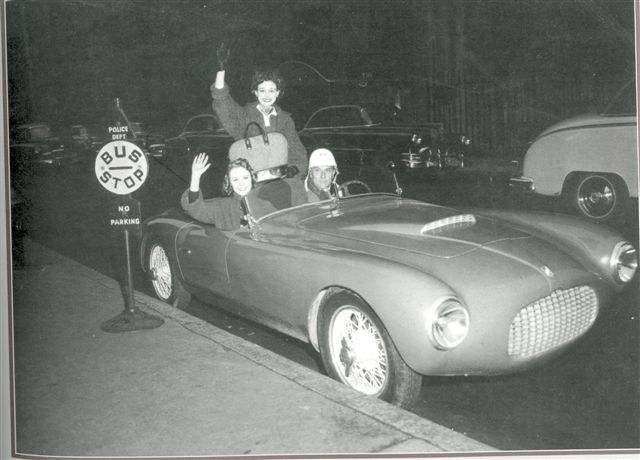
Immagine della Bandini 1100 Sport negli USA

La Bandini 1100 è un'autovettura prodotta dal 1947 al 1950 dalla ditta Bandini Automobili di Forlì.
Nel 1947 Ilario Bandini, sviluppò il progetto di un'automobile che fosse adatta alla quotidianità ma anche alle corse.
Il prototipo fu equipaggiato di un motore derivato da una Fiat 1100 a cui Bandini adattò una testata bialbero di un'Alfa Romeo sei cilindri 12 valvole. La distribuzione, obbligatoriamente modificata così come gli alberi a camme, era a catena ed ingranaggi.
La produzione di un piccolo lotto di questo modello prevedeva invece, l'utilizzo di motori e cambio Siata 1500 c.c. ma, di fatto, si fermò a pochi esemplari.
Questo tipo fu la seconda Bandini  a varcare i confini nazionali. Tony Pompeo, importatore italoamericano, ne acquistò una, alla fine degli anni quaranta, rigorosamente verniciata di rosso, che portò a New York per farla correre nella categoria FM del campionato SCCA (Sports Car Club of America). Nelle foto, alla guida è il veloce "scalatore e stradista" Giovanni Bracco, vincitore assoluto anche della Mille Miglia del 1952, della Coppa Acerbo e del Circuito di Pescara.

## Il telaio

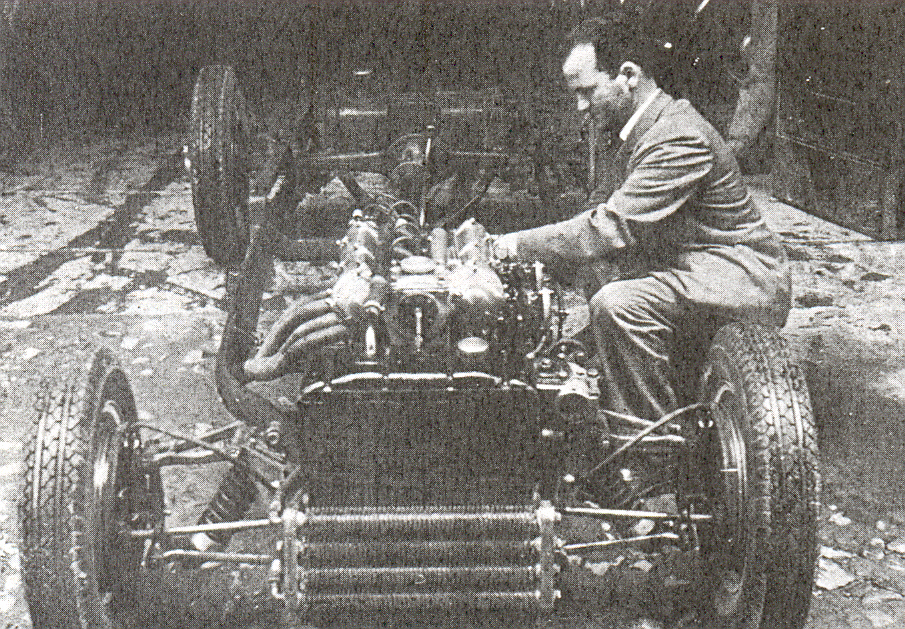
Ilario Bandini al lavoro sulla 1100 sport

Il particolare disegno dell'autotelaio e i tubi in acciaio speciale a sezione ellittica di derivazione aeronautica, della Caproni, garantivano il giusto rapporto tra leggerezza e rigidità torsionale. Fu Il primo telaio realizzato completamente all'interno della Bandini.
- Le sospensioni:
  - anteriore: indipendenti, a triangoli sovrapposti con ammortizzatori oleodinamici telescopici inclinati e molle cilindriche elicoidali coassiali
  - posteriore: a ponte rigido con balestre semiellittiche longitudinali
- Impianto frenante:
  - di servizio: idraulico, a tamburo anteriori e posteriori
  - di stazionamento: meccanico a nastro, sull'albero di trasmissione
- Sterzo: a vite senza fine
- Ruote: a raggi Borrani
- Serbatoio: 50 Litri
- Trasmissione: albero di trasmissione con giunti cardanici, differenziale centrale e semiassi al retrotreno
- Guida: a destra (a richiesta a sinistra)

## Il motore

### Nel prototipo Fiat 1100 bialbero
- Posizionamento: anteriore longitudinale, 4 cilindri in linea
- Cilindrata: 1089 c.c.
- Alesaggio e corsa: 68 mm x 75 mm
- Testata: Derivata Alfa Romeo 6 cilindri adattata ai 4 del motore, 2 valvole inclinate per cilindro, 2 alberi a camme comandati da catena e ingranaggi
- Potenza massima: 65 HP
- Alimentazione: 2 carburatori
- Lubrificazione: Carter umido con pompa a ingranaggi e radiatore verticale all'avantreno
- Raffreddamento: forzato a liquido con pompa centrifuga e radiatore verticale all'avantreno
- Cambio e frizione: 4 marce + RM, frizione monodisco a secco
- Accensione e impianto elettrico: bobina e distributore-ruttore batteria 12 V e dinamo

### Nella versione Fiat-Siata 1500
- Posizionamento: anteriore longitudinale, 4 cilindri in linea
- Cilindrata: 1496 c.c.
- Potenza massima: 97 hp a 6000 rpm
- Alimentazione: 2 carburatori
- Rapporto di compressione: 9,3:1
- Lubrificazione: Carter umido con pompa a ingranaggi e radiatore verticale all'avantreno
- Raffreddamento: forzato a liquido con pompa centrifuga e radiatore verticale all'avantreno
- Cambio e frizione: 4 marce + retromarcia, frizione monodisco a secco
- Accensione e impianto elettrico:  bobina e distributore-ruttore, batteria 12 V e dinamo

## La carrozzeria

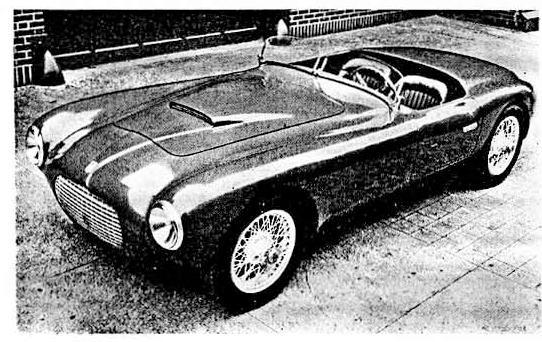
La seconda Bandini 1100

La carrozzeria è biposto in alluminio, con grandi fari all'estremità e griglia ellissoidale ad elementi incrociati che caratterizzano un frontale molto arrotondato. Due "vetrini" separati sostituiscono il parabrezza. Una "modanatura" parte dal centro della griglia anteriore e dopo aver lambito lo stemma si allarga a sezione iperboloide definendo ed enfatizzando la presa d'aria al centro del cofano. Le fiancate e gli sportelli, non influenzano le linee principali nate dalla parte anteriore; esse si affievoliscono nella parte posteriore che risulta così, morbida e pulita in completa sintonia con il resto della vettura. 
Fu realizzata dalla carrozzeria piemontese Motto.
- Peso complessivo in ordine di marcia: 600 kg